# Warlord UK
A banda Warlord UK é de black metal e thrash metal formada em 1990 em Birmingham, Reino Unido.

## Discografia
- "Warlord" 	(demo, 1993)
- "Alien Dictator" (demo, 1994)
- Maximum Carnage (full-length, 1996)
- Evil Within	 (full-length, 2010)